# Star-crossed (amantes desaventurados)

La frase "amantes desventurados" fue acuñada en Romeo y Julieta de Shakespeare.

Los términos "desventurados" y "amantes desventurados" se refieren a personas que no pueden estar juntas por alguna razón. Estos términos también tienen otros significados, pero originalmente refiere a que la pareja está siendo "frustrada por una estrella maligna" o que las estrellas trabajan en contra de su relación.  De origen astrológico, la frase surge de la creencia de que las posiciones de las estrellas gobernaban el destino de las personas, y esto mayormente conocido por la obra Romeo y Julieta del dramaturgo isabelino William Shakespeare. Se dice que estas parejas están condenadas al fracaso desde el principio.

## Definiciones
La frase fue acuñada en el prólogo de Romeo y Julieta:

De la entraña fatal de estos rivales 

nacieron dos amantes desafortunados (5-6) 

También se refiere al destino y al inevitable encuentro de los caminos de los personajes. Por lo general, aunque no siempre, se refiere a resultados desafortunados, ya que la aventura de Romeo y Julieta terminó trágicamente. Además, denota que los amantes contrajeron su unión sin suficiente premeditación o preparación; que los amantes tal vez no se conocían adecuadamente o que no pensaban racionalmente. 

## Ejemplos clásicos

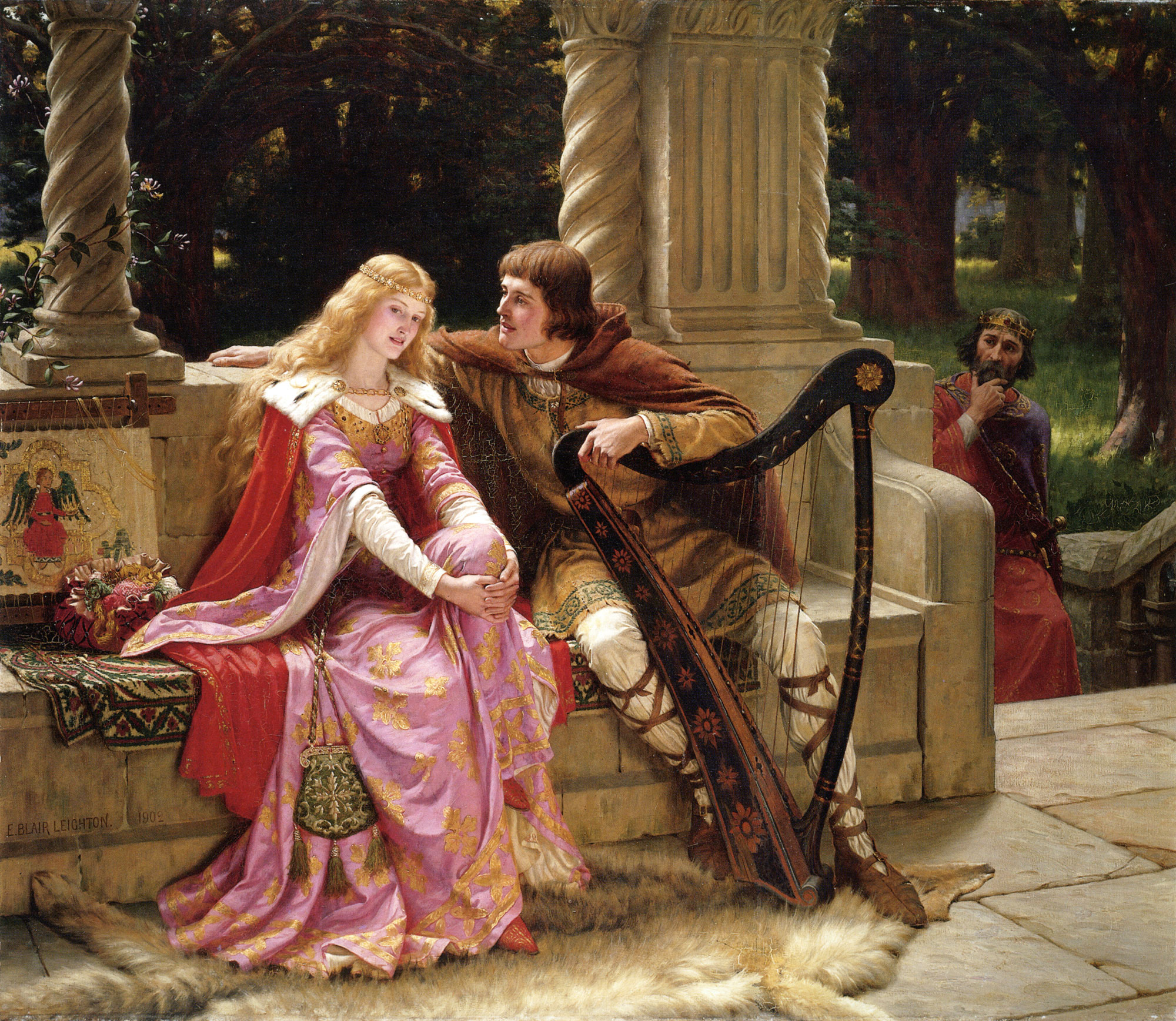
Tristán e Isolda

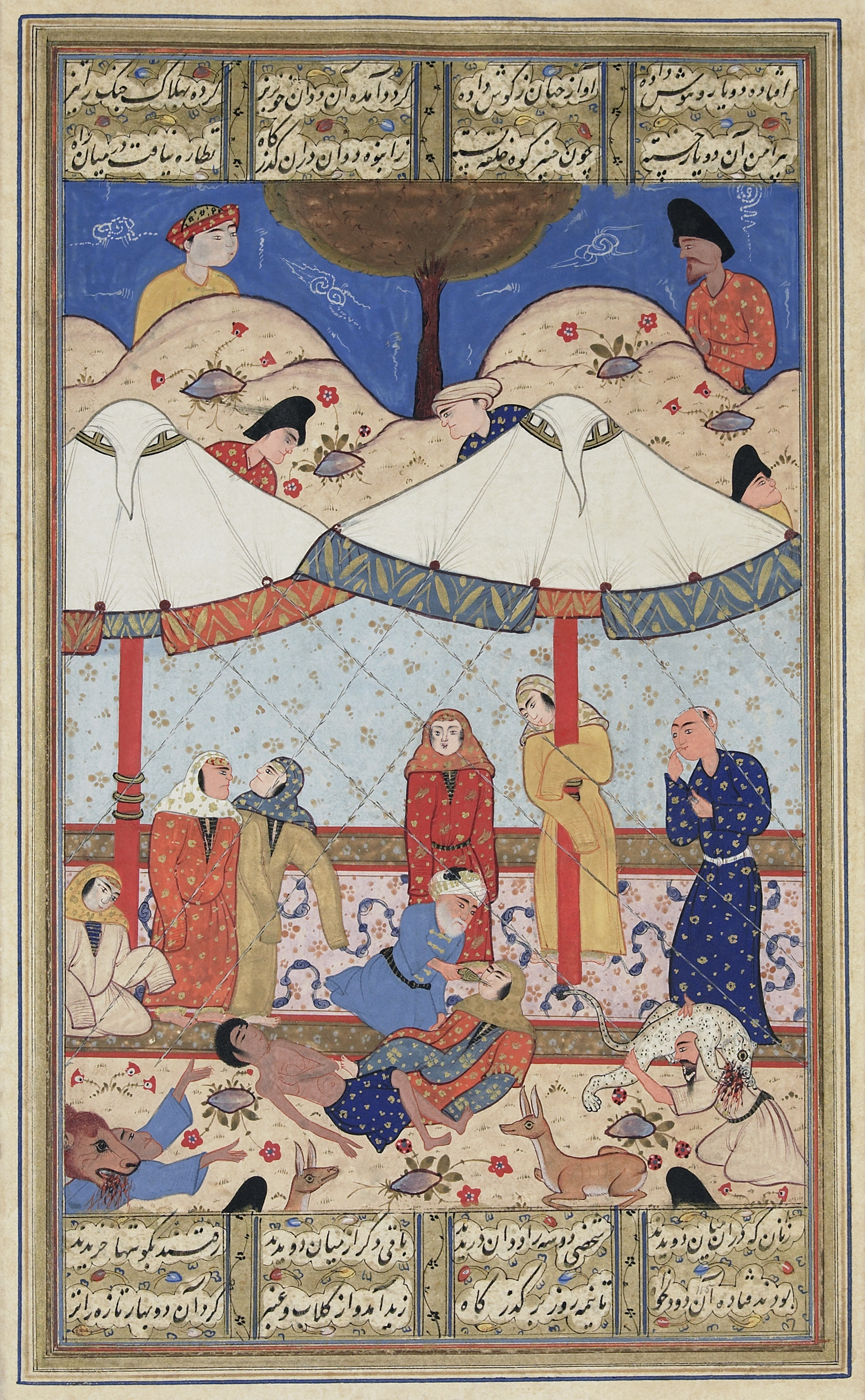
Layla y Majnun

Los ejemplos más famosos de amantes desventurados varían en el trabajo escrito. Píramo y Tisbe suelen considerarse como la fuente de Romeo y Julieta, ellos aparecen en El sueño de una noche de verano. Cumbres borrascosas, que considerada una de las mayores historias de amor en las obras literarias,  es una historia de amor apasionado y envolvente, pero frustrado, entre Catherine Earnshaw y Heathcliff, y cómo esta pasión sin resolver finalmente los destruye y a muchos a su alrededor.
En La Eneida de Virgilio, el príncipe troyano exiliado Eneas y Dido, reina de Cartago, se enamoran apasionadamente, pero los dioses ordenan a Eneas que se vaya a Italia rechazando a Dido quien se suicida. Por supuesto, los lectores de Virgilio en Roma en el siglo I a. C. sabrían de antemano que este amor estaba condenado, ya que la progenie de Eneas y Dido (los romanos y los cartagineses, respectivamente) acabarían convirtiéndose en enemigos mortales.
Lancelot, el caballero de confianza de la Mesa Redonda del Rey Arturo, y Ginebra, reina de Camelot y esposa de Arturo, estuvieron involucrados en un amor desventurado. En algunas versiones del cuento, ella queda enamorada instantáneamente, y cuando consuman su pasión adúltera, es un acto que allana el camino para la caída de Camelot y la muerte de Arturo.
La leyenda de Tristán e Isolda (también conocida como Tristán e Isolda) es un romance y una tragedia influyentes, contados en numerosas fuentes con tantas variaciones. La trágica historia trata del amor adúltero entre los amantes. La narrativa probablemente influyó en el romance artúrico de Lancelot y Ginebra, y ha tenido un impacto sustancial en el arte y la literatura occidentales desde que apareció por primera vez en el siglo XII. Si bien los detalles de la historia difieren de un autor a otro, la estructura general de la trama sigue siendo prácticamente la misma.
Pedro de Portugal e Inês de Castro compartieron un amor trágico y verdadero en el siglo XIV portugués. Las dramáticas circunstancias de su relación prohibida por el padre de Pedro, el rey Alfonso IV, Inés asesinada por orden de Alfonso, la sangrienta venganza de Pedro contra sus asesinos y la leyenda de la coronación de su cadáver exhumado por Pedro, han convertido su historia en un tema frecuente del arte, la música y el teatro a lo largo de los siglos.
Hero y Leander es un mito griego que relata la historia de Hero (griego: Ἡρώ), una sacerdotisa de Afrodita que vivía en una torre en Sestos, en el borde del Helesponto, y Leander (griego: Λέανδρος, Leandros), un hombre joven de Abydos al otro lado del estrecho. Leander se enamoró de Hero y cruzaba el Helesponto nadando todas las noches para estar con ella. Hero encendía una lámpara en lo alto de su torre para guiar su camino.
Pelléas y Mélisande (francés: Pelléas et Mélisande) es una obra simbolista de Maurice Maeterlinck sobre el amor prohibido y condenado al fracaso de los personajes principales. Un mito clásico, este fue un tema común en el arte durante las épocas del Renacimiento y el Barroco.
Troilo y Crésida es una tragedia de Shakespeare, que se cree que fue escrita en 1602. La obra (también descrita como una de las obras problemáticas de Shakespeare) no es una tragedia convencional, ya que su protagonista (Troilo) no muere.  En cambio, la obra termina con una nota muy sombría con la muerte del noble troyano Héctor y la destrucción del amor entre Troilo y Crésida. 
Venus y Adonis es un mito clásico del Renacimiento.
En el Punjab el Heer Ranjha es uno de los cuatro romances trágicos populares.  

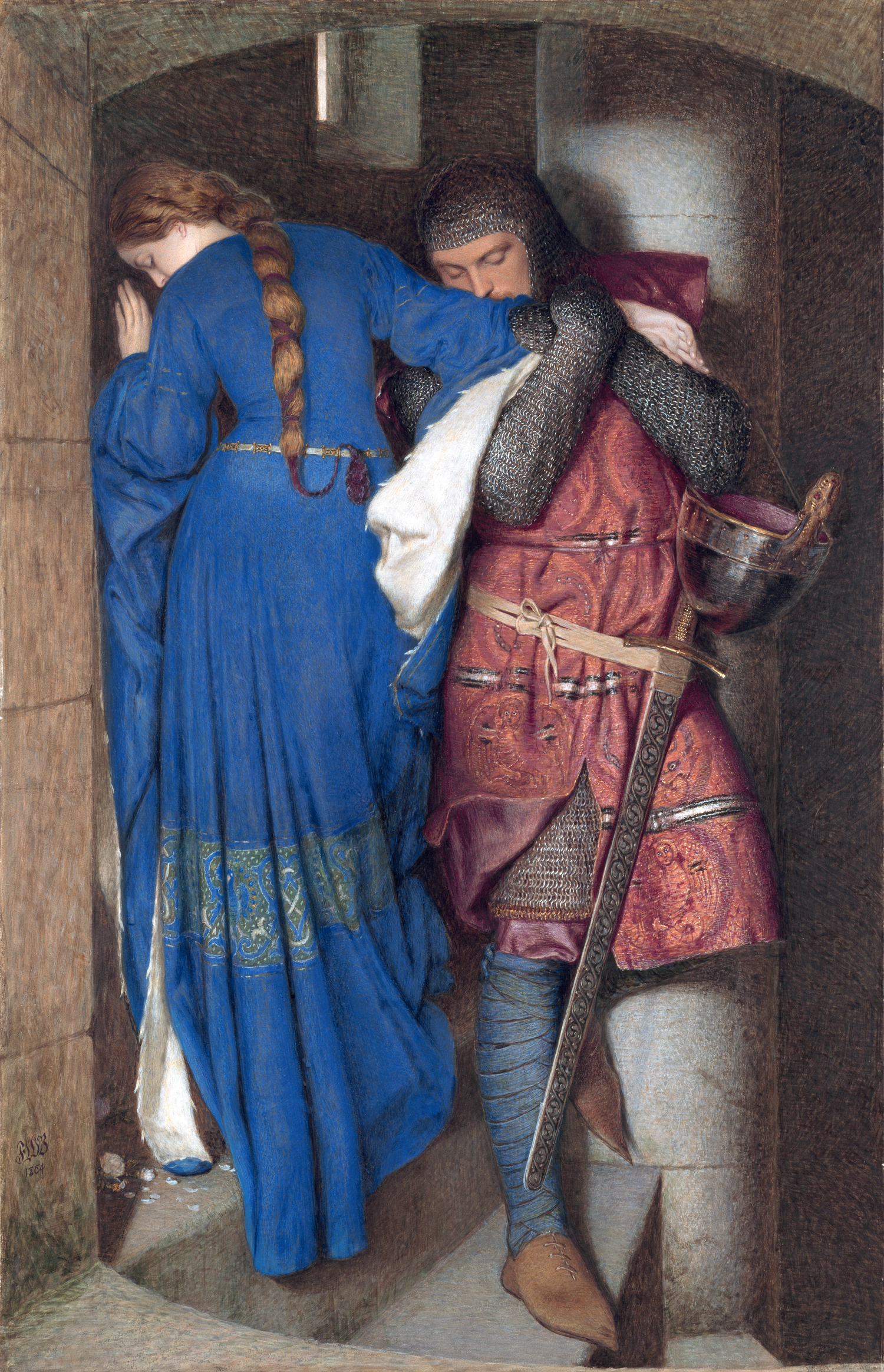
Hellelil y Hildebrand

Popocatépetl e Iztaccíhuatl refiere a una serie de historias míticas y folclóricas sobre los orígenes de los volcanes Popocatépetl ("la Montaña Humeante") e Iztaccíhuatl ("mujer blanca" en náhuatl, también llamada Mujer Dormida "mujer dormida" en español) que se encuentran en el Valle de México.
Layla y Majnun (del poeta persa Nizami Ganjavi) es una historia clásica de amor árabe. Está basada en la historia real de un joven llamado Qays ibn al-Mulawwah del norte de la Península arábiga,  en la época omeya durante el siglo VII. Había dos versiones árabes de la historia en ese momento. En una versión, pasó su juventud junto con Layla, cuidando sus rebaños. En la otra versión, al ver a Layla este se enamoró apasionadamente de ella. En ambas versiones, sin embargo, se volvió loco cuando su padre le impidió casarse con ella; por eso llegó a llamarse Majnun Layla, que significa "Enloquecido por Layla". Se le atribuyeron una variedad de poemas árabes románticos increíblemente apasionados, considerados entre los ejemplos más destacados de la escuela Udhari.
The Butterfly Lovers es una leyenda china sobre el trágico romance entre dos amantes, Liang Shanbo y Zhu Yingtai. Algunos consideran que la leyenda es el equivalente chino de Romeo y Julieta.  
Otros amantes clásicos desventurados son Devdas y Paro (Parvati) en Devdas, París de Troya y Helena de Esparta en La Ilíada, Edipo y Yocasta en Edipo Rey, Marco Antonio y Cleopatra durante la época del Imperio Romano, Cosroes y Shirin durante la época de la Persia sasánida, Eloísa y Pedro Abelardo durante la Edad Media, y el emperador Jahangir y Anarkali, Cyrano y Roxane en Cyrano de Bergerac, Hagbard y Signy, y Maratha Peshwa (primer ministro), Bajirao y Mastani durante el apogeo del Imperio Maratha.

## Ejemplos modernos
La televisión de horario estelar ha tenido varios amantes desventurados etiquetados como historias de amor notables e "inolvidables". IGN considera a Buffy Summers y Angel de Buffy the Vampire Slayer como una de las parejas más trágicas y notables del género. El momento en que El Doctor se despide de su compañera Rose Tyler en Doctor Who ha sido nombrada una de las escenas de amor más grandes de la ciencia ficción.  Cole Turner y Phoebe Halliwell de Charmed, Michael y Nikita de La Femme Nikita, Kara Thrace y Lee Adama de Battlestar Galactica, Clark Kent y Lana Lang de Smallville, así como Lucas Scott y Peyton Sawyer de One Tree Hill son otras parejas desventuradas del género.     La comandante Lexa y Clarke Griffin de la serie de televisión The 100 también se consideran amantes desamparadas, así como Nancy y Ace en Nancy Drew. 
En el cine o en novelas y libros modernos, parejas desaventuradas como Jack Dawson y Rose DeWitt Bukater de Titanic, Landon Carter y Jamie Sullivan de "A Walk to Remember", Anakin Skywalker y Padmé Amidala y Kylo Ren y Rey de Star Wars, además de Ennis Del Mar y Jack Twist de Brokeback Mountain, y Jake y Neytiri de Avatar se han incluido en esta lista.      
En las telenovelas, los ejemplos modernos de amantes desventurados han incluido parejas como Cliff Warner y Nina Cortlandt, JR Chandler y Babe Carey y Bianca Montgomery y Maggie Stone de All My Children.    En 2008, se creó una telenovela basada en la web basada en el concepto de estar desventurado. En Starcrossed, el astrólogo de Fox News, Greg Tufaro, toma a una pareja en crisis y los separa por un ciclo lunar. Luego, cada uno se configura con personas que encajan mejor astrológicamente. El programa plantea la pregunta "¿Está el amor escrito en las estrellas?" a prueba: la pareja decide, el día 28 de su separación, si permanecerán juntos o separados. 
En los cómics, la decisión de Marvel Comics de matar a Gwen Stacy, la novia de Spider-Man, los convirtió a los dos en amantes desamparados, aunque esa no era la intención original.
En los videojuegos también se han presentado parejas destinadas al fracaso  entre géneros, en particular los videojuegos de rol: Cloud Strife y Aerith Gainsborough de Final Fantasy VII han sido citados como una conocida historia de amor desventurada.    Tidus y Yuna de Final Fantasy X también han sido llamados amantes desaventurados.  Zero e Iris de Mega Man X4 son otro ejemplo notable.

## Otros
- Elopement
- Canción de tragedia adolescente
- Amor no correspondido